# Solo (chanson de Clean Bandit)
Pour les articles homonymes, voir Solo.
Singles de Clean Bandit
I Miss You
(2017) Baby
(2018)
Singles par Demi Lovato
Fall in Line
(2018) Sober
(2018)
Solo est une chanson interprétée par le groupe de musique électronique britannique Clean Bandit en collaboration avec la chanteuse américaine Demi Lovato. Sortie en single le 18 mai 2018, elle est extraite de l'album de Clean Bandit What Is Love?.
Il s'agit du quatrième single du groupe à atteindre la première place des charts britanniques. Il se classe également en tête des ventes dans plusieurs pays européens.

## Composition du groupe
- Grace Chatto : violoncelle
- Jack Patterson : guitares et synthétiseurs
- Luke Patterson : percussions

Musiciens additionnels
- Demi Lovato : chant
- Fred : claviers, synthétiseurs, programmation rythmes
- Camille Purcell : chœur
- James Boyd : alto
- Beatrice Philips et Stephanie Benedetti : violons

## Classements hebdomadaires
| Classements (2018)                      | Meilleure position |
| --------------------------------------- | ------------------ |
| Allemagne (GfK Entertainment)           | 1                  |
| Australie (ARIA)                        | 7                  |
| Autriche (Ö3 Austria Top 40)            | 1                  |
| Belgique (Flandre Ultratop 50 Singles)  | 3                  |
| Belgique (Wallonie Ultratop 50 Singles) | 1                  |
| Canada (Canadian Hot 100)               | 14                 |
| Danemark (Tracklisten)                  | 4                  |
| Écosse (OCC)                            | 2                  |
| Espagne (PROMUSICAE)                    | 27                 |
| États-Unis (Billboard Hot 100)          | 58                 |
| Finlande (Suomen virallinen lista)      | 1                  |
| France (SNEP)                           | 4                  |
| Irlande (IRMA)                          | 1                  |
| Italie (FIMI)                           | 16                 |
| Norvège (VG-lista)                      | 3                  |
| Nouvelle-Zélande (RMNZ)                 | 21                 |
| Pays-Bas (Nederlandse Top 40)           | 4                  |
| Pays-Bas (Single Top 100)               | 14                 |
| Portugal (AFP)                          | 5                  |
| Royaume-Uni (UK Singles Chart)          | 1                  |
| Suède (Sverigetopplistan)               | 2                  |
| Suisse (Schweizer Hitparade)            | 2                  |
| Suisse (Romandie)                       | 1                  |

## Certifications
| Pays                    | Certification | Unités certifiées               |
| ----------------------- | ------------- | ------------------------------- |
| Allemagne (BVMI)        | 3 × Or        | 600 000                         |
| Australie (ARIA)        | 3 × Platine   | 210 000                         |
| Autriche (IFPI)         | 2 × Platine   | 60 000                          |
| Belgique (BEA)          | Platine       | 40 000                          |
| Canada (Music Canada)   | 4 × Platine   | 320 000                         |
| Danemark (IFPI)         | Platine       | 90 000                          |
| Espagne (PROMUSICAE)    | Platine       | 40 000                          |
| États-Unis (RIAA)       | Platine       | 1 000 000                       |
| France (SNEP)           | Diamant       | 50 000 000 (équivalent streams) |
| Italie (FIMI)           | 2 × Platine   | 100 000                         |
| Norvège (IFPI)          | 3 × Platine   | 180 000                         |
| Nouvelle-Zélande (RMNZ) | Or            | 15 000                          |
| Pologne (ZPAV)          | Diamant       | 100 000                         |
| Portugal (AFP)          | Platine       | 10 000                          |
| Royaume-Uni (BPI)       | 2 × Platine   | 1 200 000                       |